# Бурова, Нина Фёдоровна
Нина Фёдоровна Бурова (англ. Nina Bouroff; 1894—1998) — художница, мемуаристка, участница Гражданской войны в России.

## Биография
Родилась 11 (23) февраля 1894 года в Вильно — дочь полковника Фёдора Ивановича Котлова ( по другим сведениям — Фёдора Петровича Клыкова) и Нины Георгиевны Мандрыко (сестра генерала Михаила Георгиевича Мандрыко)
Окончила в 1911 году с золотой медалью Санкт-Петербургский Мариинский институт; в 1912 году — педагогические курсы при институте. Поступила в Московский университет. В 1912 году скончался отец и Нина Фёдоровна поступила на место классной дамы в Институте для девочек.
Незадолго до начала Первой мировой войны, в 1913 году вышла замуж за полковника Петра Никитича Бурова (с 1916 — генерал-майор). С супругом проживали в Вильно, Пётр Буров в это время служил начальником разведки у генерала Ренненкампфа. Ещё до начала Первой Мировой Нина Фёдоровна приняла участие в деятельности супруга: будучи беременной, она вызвалась выполнить роль связной и благодаря отличному немецкому не вызвала подозрений.

## Первая мировая война и революция
С началом войны записалась сестрой милосердия в Виленский гарнизонный госпиталь. Мать её уезжает с младшими детьми и первенцем Нины, в Харьков. Сама Бурова работает старшей сестрой поезда Красного креста Великой княжны Анастасии. В это время у неё рождается сын Пётр. По настоянию мужа, Нина уезжает в конце 1915 в Келломяки с сыном, ничего не зная о дочери и сестре Соне. В 1916 году Нина Фёдоровна на перекладных добирается до Петрограда, где селится у родственников своей крёстной. В 1917 году окончила курс историко-филологического факультета Московского университета. Пытаются с супругом уехать в имение в Угличе, но жить там невозможно — голод и разруха. Бурова едет в Киев, не найдя там никого из родных, в 1919 году добирается до Харькова, где находит мать и мужа, который служит у Деникина. Её муж был мобилизован в РККА и воевал против белых на Северном фронте. Осенью 1919 года Буров сумел бежать на юг в Добровольческую армию и соединился с семьёй.
В 1920 году генерал Буров покинул Россию с остатками армии Врангеля, а Нина Фёдоровна из-за болезни детей была вынуждена остаться в Екатеринодаре. После доноса на неё прячется с детьми на казачьем хуторе Горячий Ключ, а затем в Царском Даре, где встретилась с казаками, которые скрывались от красных, затем попадает на Табачный хутор. Молодая генеральша демонстрирует отличные навыки верховой езды и искусства стрельбы. Её пламенные речи произвели на кубанцев такое впечатление, что они сами выбрали её атаманшей отряда в 200 сабель.
Организовала белый казачий партизанский отряд, который воевал в трудных условиях -— между красной армией и Добровольческой в течение 11 месяцев. Последним боем для Нины стала встреча с превосходящими по численности красными близ станицы Пшеховской. В апреле 1921 года под Майкопом была тяжело ранена и захвачена в плен. Уже в плену у красных узнаёт, что в Екатеринодаре была расстреляна её мать, приехавшая забрать Нину и детей. В 1922 году Бурову приговорили к расстрелу. Затем вместо казни она переведена в Ростов, в женскую тюрьму Особого отдела Конной армии и в честь 1 мая Бурова попадает под амнистию — высшую меру заменяют пожизненной ссылкой в Соловках. В лагере Бурова делает татуировки заключённым, затем пишет жёнам начальников картины, что помогает ей выжить в условиях лагеря. В следующем году в марте её переводят в Харьковский концлагерь. Попав в Харьков, Нина встречается с сестрой Соней, которая заботится о дочке Нины, сына усыновил их знакомый, рабочий Форман. В Харьковском лагере Бурова занимается канцелярией и делопроизводством, ей разрешают взять к себе в лагерь детей. В 1924 году выходит приказ об освобождении из украинских лагерей женщин с маленькими детьми и Бурова оказывается на свободе. С помощью бывшего офицера, пограничника, Нина бежит с детьми пешком за границу, в Польшу, без документов. Польские пограничники помогли связаться с братом Василием, который проживал в Вильно и Бурова с детьми живёт на средства, вырученные от продажи родового имущества в Вильно.

## Жизнь в эмиграции, Литва-Франция
Вместе с Ольгой Кукель открывает в Вильно пансион. Уверенная в смерти супруга, проживает с доктором Ежи Цыбульским, но вскоре расстаются, поскольку для семьи Буровых в Вильно стало небезопасно, им грозили преследования большевиков и они переезжают в Гродно. Кроме того, наконец стало известно, что Пётр Буров жив и находится в Болгарии, откуда вскоре должен прибыть во Францию. В 1925 году Бурова уезжает в Париж, где встречается с мужем. Сложности с работой для русских эмигрантов привели к тому, что Нина начинает выступать с номерами верховой езды в цирке, куда её приглашает полковник Елисеев.
Вместе с супругом, Бурова испытывала трудности в поиске работы. В 1920-х годах они проживали в русской колонии в Нилванже, генерал работал маляром на заводе, Бурова корректировала эстампы для скульптора, затем выжигала узоры на столиках и табуретках для кавказского ресторана, пишет натюрморты, занимается иконописью. В эмиграции она училась в Сорбонне, получила докторскую степень по психологии и психиатрии, изучала византийское искусство в школе при Лувре. Служит экономкой у богатых поляков Дорнхейм и в этот момент происходит расставание с дочерью, которую Нина Фёдоровна отправляет жить к отцу, не будучи в состоянии оплачивать её колледж. Сын Пётр учится в дорогом лицее. В эти годы Нина входит в Союз русской молодёжи, который возглавляет Сергей Лейхтенбергский, становится по предложению Общества Галлиполийцев заведующей ресторана. В команду служащих ресторана входил лётчик, граф Капнист, служивший поваром, помощницей повара была Ольга Богусловская, супруга полковника. В ресторане служили панихиды по боевым героям, проводили банкеты и юбилеи дивизий и полков. В конце 30-х годов сын Буровой учился в университете, дочь — в Русской консерватории. Бурова оставляет ресторан и продолжает занятия живописью, делает покрова для Галлиполийской церкви.
Активно помогала мужу в работе в Обществе Галлиполийцев в Париже; сотрудничала с белоэмигрантской прессой. В 1940 году была избрана в правление Союза сестер милосердия имени Вревской. С началом войны сын Пётр был призван на военную службу и после ускоренного курса в военном училище стал лейтенантом, Нина с дочерью бежали от немцев из Парижа, сначала в Бордо, затем в Аварэ, в поисках Пети, после снова возвращаются в Париж. Дочь вышла замуж за И.М. Суханова, затем вся семья Буровых приобретает дом в деревне и выживает в военные годы благодаря урожаю. У Сухановых рождаются два ребёнка, Никита и Маша, Пётр Буров женится на Кити Пелехиной и у них рождается дочь Кити, которая в 1975 году станет королевой красоты Нью-Йорка и певицей. Сухановы первыми эмигрируют в Америку и Иван Михайлович вскоре становится одним из деятелей Библиотеки Конгресса, через год уезжает Пётр с семьёй, а Бурова записывается учиться в Сорбонну. Во время учёбы в Сорбонне, с 1948 года, Бурова изучает сон на основе произведений Пушкина и Толстого, пишет статью «О психологии Достоевского в "Братьях Карамазовых"», создаёт ряд статей о русской культуре, эмиграции, Владимире Соловьёв, Лавре Корнилове, Игоре Сикорском. Изучает практическую психиатрию, в 1952 году защитила диссертацию

## Эмиграция в США
В 1952 году эмигрирует к детям в Нью-Йорк. Из-за проблем с визой супруг присоединяется к ним только через год. Занимается живописью, уезжает в Монтерей, где получила предложение от отца Александра Знаменского расписать местный храм. В 1954 году хоронит мужа и уезжает в Сан-Франциско, где с другими эмигрантами организовывает Кредитный Союз, становится автором газеты «Русская жизнь», в 1957 году получает гражданство (за 27 лет жизни во Франции ни ей, ни детям не удалось получить французское гражданство). Нина поправляет пошатнувшееся здоровье в Неваде, где ей предлагают стать переводчиком в суде городе Рено.
В течение 30 лет преподавала искусство, иконографию и языки, с 1965 по 1995 годы сотрудничала с газетами, писала литературные и исторические эссе, знакомила американцев с русской живописью. Занималась портретной живописью, писала иконы в византийском стиле. В 1959 году основала Общество русско-американских художников в Калифорнии, которое устраивало регулярные выставки. Также она активно занималась общественной и политической деятельностью, была членом Конгресса русских американцев и Русской академической группы в США, основала Общество русско-американских художников в Калифорнии, состояла членом Республиканской партии, участвовала в создании Республиканского женского клуба в Сан-Франциско и работала в комитете по выборам президента США.
В 1963 году покидает Сан-Франциско, где провела много времени, где по её инициативе возникло American Russian Art Society и переезжает в Нью-Джерси, где у её сына Петра химическая компания. Подрабатывает живописью и иконописью, общается с внучкой Кити Буровой, которая поёт в это время в City Hall. Позднее переезжает в Вашингтон, ближе к семье дочери, однако в конце 60-х между Буровой и дочерью Ниной происходит разрыв.
В 1993 году в Вашингтоне была проведена выставка художественных работ Буровой, посвящённая столетию со дня её рождения. Эту выставку открывала сама Нина Фёдоровна. Ею была написана книга «Река времён» (Вашингтон, 1990).
Скончалась 15 декабря 1998 года в Вашингтоне. В 2010 году в Честере (шт. Пенсильвания) на здании Никольского храма была установлена мемориальная доска в память о семье Буровых.